# Дая (комуна)
Дая (рум. Daia) — комуна у повіті Джурджу в Румунії. До складу комуни входять такі села (дані про населення за 2002 рік):
- Дая (1183 особи)
- Плопшору (1955 осіб)

Комуна розташована на відстані 50 км на південь від Бухареста, 9 км на північ від Джурджу.

## Населення
За даними перепису населення 2002 року у комуні проживали 3138 осіб.
Національний склад населення комуни:
| Національність | Кількість осіб | Відсоток |
| -------------- | -------------- | -------- |
| румуни         | 3121           | 99,5%    |
| цигани         | 17             | 0,5%     |

Рідною мовою назвали:
| Мова      | Кількість осіб | Відсоток |
| --------- | -------------- | -------- |
| румунська | 3133           | 99,8%    |
| циганська | 5              | 0,2%     |

Склад населення комуни за віросповіданням:
| Релігія      | Кількість осіб | Відсоток |
| ------------ | -------------- | -------- |
| православні  | 3103           | 98,9%    |
| адвентисти   | 32             | 1,0%     |
| не релігійні | 2              | 0,1%     |